# Maninjau-See
Der Maninjau-See (indonesisch Danau Maninjau) ist ein Kratersee im Westen der indonesischen Insel Sumatra.
Er liegt rund 30 Kilometer westlich von Bukittinggi.
Der See befindet sich in einem vulkanischen Einbruchkessel – einer Caldera – dessen Kraterrand 600 m über dem See-Niveau von 459 m liegt. Die Caldera entstand durch einen Vulkanausbruch vor ca. 52.000 Jahren.
Seine Fläche beträgt 99,96 km², seine maximale Tiefe liegt bei 165 Metern, er ist etwa 16 Kilometer lang und 7 Kilometer breit. Der Fluss Antokan am Westufer ist sein natürlicher Abfluss. Die Wassertemperatur schwankt zwischen 27,5 und 28,5 °C, der jährliche Regenfall beträgt 3.490 mm.
Die meisten Menschen, die am See leben, gehören zu den Minangkabau. Maninjau und Bayur sind zwei Dörfer am Ufer des Sees.
Im See gibt es (Stand 2014) 16 verschiedene Fischarten. Zwei endemische Fischarten, die gefangen werden, sind Pensi, kleine Muscheln, und Palai Rinuak, kleine Fische. In 16.000 Schwimmkäfigen werden Fische gezüchtet, 2012 wurden 23.790 t Fisch produziert. Der See ist schwer eutrophiert – die Wasserqualität ist ein großes Problem.

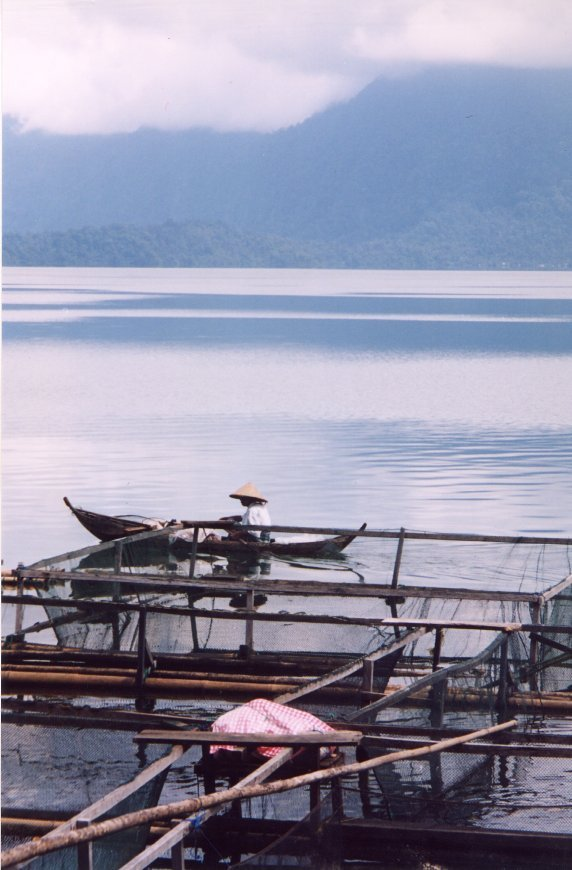
Fischer am Maninjau-See

Der Maninjau-See gilt als eine der schönsten Natursehenswürdigkeiten Sumatras und bietet verschiedene touristische Freizeitmöglichkeiten.
Der See ist von Bergen umgeben, der höchste ist der Puncak Lawang mit 1.210 m; er ist mit Kiefern bewachsen und Paraglider nutzen ihn für den Start zu einem Flug über den See.

## Der Fluss Antokan
Der Antokan tritt durch eine Schlucht auf der Westseite des Sees und fließt etwa 3 km westwärts das Tal hinab, durchquert das Gebiet von Lubuk Basung, bis es an der Westküste Sumatras in den Indischen Ozean mündet, nahe von Tanjung Mutiara. Am Fluss wurde das Wasserkraftwerk Maninjau mit einer installierten Leistung von 4x17 Megawatt erbaut.